# Лапшин, Игорь Олегович
Игорь Олегович Лапшин (род. 8 августа 1963, Витебск) — советский спортсмен-легкоатлет, тройной прыжок, заслуженный мастер спорта СССР (1991).

## Биография
Родился в г. Витебске 8 августа 1963 г. Окончил БГАФК в 1999 г.
Тренером спортсмена был Валерий Бунин. В 1997 г. работал старшим тренером сборной Белоруссии по прыжкам.

## Достижения и награды
- Серебряный призёр Олимпийских игр 1988 г в Сеуле в тройном прыжке (17,52м)
- Чемпион Всемирной Универсиады 1989 г.
- Чемпионат Европы 1990 г. (в помещении).
- Чемпион мира 1991 г. (в помещении).
- Сотый спортсмен в истории, прыгнувший за 17 метров.
- Лучший личный результат — тройной прыжок — 17м 69 (на стадионе), 17м 31см (в помещении); длина — 7.97.